# Oreophryne variabilis
Oreophryne variabilis es una especie de anfibio anuro de la familia Microhylidae.

## Hábitat
Es endémica del sur y sudoeste de Célebes (Indonesia), a altitudes por encima de los 1000 m.

## Peligro de extinción
Está amenazada de extinción por la pérdida de su hábitat natural.